# Île Crabe
Ne doit pas être confondu avec Crab Island (Champlain).
Aussi appelée Crab Island en anglais, l'île Crabe est une petite île au sud-ouest de Rodrigues. Elle se trouve à l'intérieur du lagon de cette grande île de l'océan Indien dépendante de la république de Maurice.